# Destiny Smith-Barnett
Destiny Smith-Barnett (* 26. Juli 1996 in Oakland, Kalifornien) ist eine liberianisch-US-amerikanische Leichtathletin, die sich auf den Sprint spezialisiert hat.

## Sportliche Laufbahn
Destiny Smith-Barnett wuchs in Kalifornien auf und absolvierte ein Studium an der University of Nevada, Las Vegas. Erste internationale Erfahrungen sammelte sie im Jahr 2024, als sie bei den Afrikaspielen in Accra mit der liberianischen 4-mal-100-Meter-Staffel in 44,02 s gemeinsam mit Ebony Morrison, Maia McCoy und Shania Collins die Silbermedaille hinter dem nigerianischen Team gewann. Im Mai wurde sie bei den World Athletics Relays in Nassau in 44,31 s Fünfte im B-Lauf in der 2. Qualifikationsrunde über 4-mal 100 Meter für die Olympischen Spiele in Paris und verpasste somit eine Direktqualifikation. Anfang Juni stellte sie mit 10,99 s einen neuen liberianischen Landesrekord über 100 Meter auf, ehe sie bei den Afrikameisterschaften in Douala in 11,34 s den vierten Platz über 100 Meter belegte und im Finale über 200 Meter nicht mehr an den Start ging. Zudem gewann sie mit der Staffel in 44,38 s gemeinsam mit Maia McCoy, Ebony Morrison und Thelma Davies die Bronzemedaille hinter den Teams aus Nigeria und Ghana. Im August schied sie bei den Olympischen Sommerspielen in Paris mit 11,99 s im Vorlauf über 100 Meter aus. Im Jahr darauf schied sie bei den Hallenweltmeisterschaften in Nanjing mit 7,29 s im Semifinale im 60-Meter-Lauf aus.

## Persönliche Bestzeiten
- 100 Meter: 10,99 s (+0,6 m/s), 7. Juni 2024 in Sherman Oaks (liberianischer Rekord)
  - 60 Meter (Halle): 7,11 s, 7. Februar 2022 in Spokane
- 200 Meter: 22,91 s (+1,8 m/s), 12. Mai 2017 in Logan